# Staal (niederländisches Adelsgeschlecht)

Wappen der niederländischen „van der Staal“

Van der Staal ist der Name eines erloschenen niederländischen Adelsgeschlechts.
Die Familie ist von den deutschbaltischen von Staal, den schwedischen Stahl, den schweizerischen vom Staal und den bürgerlichen Staal in Kassel und Zwolle zu unterscheiden.

## Geschichte
Die Stammlinie  des Geschlechts beginnt mit Claes Egbertsz († 1433/1434), Stadtrat von Schoonhoven. Durch königlichen Erlass vom 3. Mai 1821 wurde Daniel Pompejus Johannes van der Staal (1774–1858) in den niederländischen Adelsstand erhoben.
Die Familie starb 1937 im Mannesstamm aus.

## Angehörige
- Claes Egbertsz († zwischen 1433 und 1434), 1412–1434 Schöffe und 1430 Bürgermeister von Schoonhoven
  - Egbert Claesz († vor 30. September 1483), 1439–1477 Schöffe und 1451–1473 Bürgermeister von Schoonhoven
    - Dirck Egbertsz († kurz vor 30. September 1483) in Schoonhoven
      - Jasper Egbertsz († vor 18. Mai 1566), 1530 und 1536 Schöffe und 1541–1547 Bürgermeister und 1531–1546 Schatzmeister in Schoonhoven
        - Cornelis Jaspersz van der Staal († 1609/1610), Schöffe, Schatzmeister und Rat in Schoonhoven
          - Wolfert Cornelisz van der Staal († zwischen 1635 und 1641), Apotheker in Rotterdam
            - Hendrick Wolphertsz van der Staal († zwischen 1670 und 1672), Rat, Schöffe und Bürgermeister in Schoonhoven
              - Wolphert van der Staal (1645–1678), Rat, Schatzmeister und Bürgermeister in Schoonhoven
                - Hendrik van der Staal (1671–1746), Rat und Bürgermeister in Rotterdam
                  - Dirk Cornelis van der Staal (1705–1772), Herr von Kethel und Spaland, Rat in Rotterdam
                    - Claudius van der Staal (1737–1796), Bürgermeister in Rotterdam; heiratete 1763 Hillegonda Petronella Meerman (1742–1799), Frau von Oud-Beijerland und Piershil
                      - Abraham Willem van der Staal (1772–1821), Herr von Oud-Beijerland
                      - Daniel Pompejus Johannes van der Staal (1774–1858), Herr von Piershil, Mitglied der Großen Versammlung der Honoratioren (1814)
                        - Guillaume Charles van der Staal (1806–1855), Herr von Piershil, Mitglied der Ritterschaft von Holland
                          - Sophie Alexandrine van der Staal (1849–1891), Hofdame von Prinz Hendrik, heiratete 1873 Carel Jan Emilius graaf van Bijlandt (1840–1902), Mitglied der Zweiten Kammer der Generalstaaten
                          - Othon Daniel van der Staal (1853–1937), Herr von Piershil, Diplomat, Botschafter in Brüssel und Luxemburg, letzter Nachkomme der Adelsfamilie Van der Staal
                          - Jean Arthur Godert van der Staal (1854–1904), Adjutant des Marineministers, Adjutant, Kammerherr und 1898–1904 Privatsekretär von Königin Wilhelmina